# Pommereschea spectabilis
Pommereschea spectabilis là một loài thực vật có hoa trong họ Gừng. Loài này được George King và David Prain miêu tả khoa học đầu tiên năm 1896 dưới danh pháp Croftia spectabilis. Năm 1904, Karl Moritz Schumann chuyển nó sang chi Pommereschea.
Tên gọi trong tiếng Trung là 短柄直唇姜 (đoản bính trực thần khương), nghĩa đen là gừng môi thẳng cuống ngắn.

## Phân bố
Tìm thấy tại Tây Song Bản Nạp ở miền nam tỉnh Vân Nam, Trung Quốc và cao nguyên Shan ở đông bắc Myanmar. Môi trường sống là rừng, ở cao độ ~1.200 m.

## Mô tả
Cây thảo lâu năm, thanh mảnh, với rễ chùm dày, thân rễ rất nhỏ. Thân giả cao 6,7-10 inch (17–25 cm), có lá. Lá hình trứng-hình mũi mác hoặc hình mũi mác, đáy hình tim với các thùy gần nhau, đỉnh nhọn hoặc nhọn thon hoặc hình đuôi, với bẹ lỏng lẻo dài 5-6 inch (13–15 cm), lưỡi bẹ 2 thùy, ~5 mm; cuống lá dài 0,5–2 cm; phiến lá dài 2,75-6,3 inch (7–16 cm), rộng 1,2-2 inch (3–5 cm), mỏng, nhẵn nhụi, màu xanh lục cả hai mặt, hơi nhạt hơn ở mặt dưới. Cụm hoa đầu cành. Cành hoa bông thóc dài 2-3 inch (5-7,5 cm), gần như xếp về một phía, chứa 8-12 hoa. Lá bắc mỏng, dài 0,6-0,9 inch (1,5-2,3 cm), hình trứng-hình mũi mác, dạng mo, chứa 1 hoa; lá bắc con 2, không đều, dài 0,2-0,3 inch (0,5-0,76 cm), thẳng, màu vàng nghệ. Đài hoa hình chùy, dài 0,25-0,28 inch (0,64-0,7 cm), màu vàng nhạt với các đốm đỏ. Tràng hoa với ống tràng màu vàng, dài 0,47-0,65 inch (1,2-1,65 cm), rất thanh mảnh, mặt ngoài rậm lông tơ; các thùy dài 0,3-0,32 inch (0,76-0,8 cm), rộng 0,15 inch (0,38 cm), hình trứng-hình mũi mác nhọn, nhẵn nhụi cả hai mặt. Cánh môi mọc thẳng, teo đi, hình thìa hẹp, dài 8–9 mm. Chỉ nhị dài 0,6-1 inch (1,5-2,5 cm), có rãnh chứa vòi nhụy; các nhị lép bên tựa cánh hoa, dài 0,4 inch (1,02 cm), nhẵn nhụi cả hai mặt, cong hình lưỡi liềm, thẳng đứng, xếp chồng sít lên nhau và các mép hơi kéo dài của nửa dưới của chỉ nhị để tạo thành một ống hơi lồi; rãnh dọc theo chỉ nhị hơi có lông tơ với lông thưa thớt. Bao phấn khoảng 5 mm. Bầu nhụy 3 ngăn, hình elipxoit, ~4 mm, có lông nhung ở mặt ngoài, ở đỉnh là vòi nhụy hình chỉ, dài 0,2 inch (0,5 cm), nằm trong rãnh của chỉ nhị, và với 2 nhụy lép hình chỉ dài 0,35 inch (0,9 cm), noãn đính trụ. Các tuyến mật hình chỉ, dài 7 mm. Quả nang hình từ elipxoit tới hình trứng tới gần hình cầu không đều, rậm lông, dài 0,32-0,35 inch (0,8-0,9 cm), bề ngang 0,24-0,25 inch (0,6-0,64 cm). Hạt dài 0,12 inch (0,3 cm) với áo hạt bao quanh ở đáy, như thủy tinh, hình chén. Ra hoa tháng 6-8.